# Wasilij Mirun
Wasilij Fiodorowicz Mirun (ros. Василий Фёдорович Мирун, ur. 26 czerwca 1922 we wsi Ostapje obecnie w rejonie wełykobahaczańskim w obwodzie połtawskim, zm. 19 grudnia 1973 w m. Niezajmanowskij w rejonie timaszowskim w Kraju Krasnodarskim) – radziecki wojskowy, porucznik, Bohater Związku Radzieckiego (1945).

## Życiorys
Urodził się w ukraińskiej rodzinie chłopskiej. Skończył 5 klas, pracował w kołchozie. W czerwcu 1941 został powołany do Armii Czerwonej, od września 1941 uczestniczył w wojnie z Niemcami. Walczył m.in. na Froncie Południowo-Zachodnim i 1 Białoruskim, był ranny i kontuzjowany. Zimą 1943 brał udział w operacji woroszyłowgradzkiej, w tym forsowaniu rzeki Północny Doniec i wyzwalaniu Woroszyłowgradu (obecnie Ługańsk), za co został odznaczony medalem. Od kwietnia do lipca 1944 brał udział w walkach na Wołyniu, a od 18 lipca do 2 sierpnia 1944 w operacji brzesko-lubelskiej. Jako dowódca drużyny 249 samodzielnego batalionu saperów 134 Dywizji Piechoty 69 Armii w stopniu starszego sierżanta od 28 do 31 lipca 1944 brał udział w przeprawianiu żołnierzy, broni i sprzętu łodziami przez Wisłę. Później brał udział w operacji wiślańsko-odrzańskiej i berlińskiej, m.in. w wyzwalaniu Radomia, Tomaszowa i Łodzi. Od 28 do 31 stycznia 1945 trzykrotnie zabezpieczał przeprawy przez Pilicę i Wartę pod silnym ogniem przeciwnika i nalotami wrogiego lotnictwa. Brał również udział w forsowaniu Prosny i Obry. W 1946 został zwolniony do rezerwy w stopniu porucznika.

## Odznaczenia
- Złota Gwiazda Bohatera Związku Radzieckiego (24 marca 1945)
- Order Lenina (24 marca 1945)
- Order Czerwonej Gwiazdy (2 sierpnia 1944)
- Medal za Odwagę (30 maja 1943)

I inne.